# Under a Killing Moon
Under a Killing Moon è una avventura grafica, terzo episodio della serie con protagonista il detective Tex Murphy. È stata realizzata e pubblicata da Access Software per MS-DOS e Mac OS nel 1994. Il gioco, dotato di filmati con attori in carne e ossa, è interpretato da attori come Brian Keith, Margot Kidder, Russell Means e da James Earl Jones, che presta la propria voce.

## Trama
Tex Murphy, investigatore privato, è in crisi: gli affari non vanno bene, e ha recentemente divorziato dalla moglie Sylvia. Le cose sembrano cambiare quando una donna, che si fa chiamare Contessa Renier, lo ingaggia per cercare una statuetta che ha perso: Tex però si troverà presto invischiato con una misteriosa e pericolosa setta.

## Modalità di gioco
Under a Killing Moon è caratterizzato da una visuale in prima persona; l'esplorazione non è a schermate fisse come, ad esempio, in Myst, ma in tempo reale, aumentando la libertà di azione. La trama e i dialoghi vengono esposti tramite dei video con attori reali, pratica che veniva spesso utilizzata durante il periodo nel quale il gioco è uscito.

## Romanzo
Nel 1996 è stato pubblicato un romanzo basato sul gioco, scritto da Aaron Conners. Il libro aggiunge parecchie informazioni secondarie, e possiede un finale differente.